# Marianne Rappenglück
Marianne Rappenglück (* 13. Januar 1958 in Garmisch-Partenkirchen) ist eine deutsche Schauspielerin und Psychotherapeutin.

## Leben

### Ausbildung und Theater
Marianne Rappenglück ist im Ortsteil Partenkirchen geboren. Sie stammt aus einer Familie von Gastronomen. Nach ihrer Schulzeit am Werdenfels-Gymnasium in Garmisch-Partenkirchen studierte sie von 1977 bis 1983 Spanisch am Sprachen- und Dolmetscher-Institut in München und der Universidad Autónoma in Barcelona. Sie ist staatlich geprüfte und vereidigte Übersetzerin und Dolmetscherin für die spanische Sprache. Von 1983 bis 1990 lebte und arbeitete sie in Costa Rica. Dort studierte sie von 1987 bis 1989 an der Universidad de Heredia an der Facultat artes escénicas Schauspiel und absolvierte ein Schauspielstudium nach der Methode Stanislawskis. Nach ihrer Rückkehr nach Deutschland nahm sie von 1992 bis 1994 privaten Schauspielunterricht bei Astrid von Jenny.
Seit 1994 ist Rappenglück als Theaterschauspielerin tätig. Sie trat zunächst an Münchner Kleintheatern auf, insbesondere unter der Regie von Jörg Maurer. Sie spielte unter anderem in dem Münchner Kellertheater „Jörg Maurer’s Unterton“, dem früheren „theater k“ in Schwabing, in den Stücken Offene Zweierbeziehung (1994, als Antonia; Regie: Jörg Maurer), Der Talisman (1994, als Gärtnerin Flora Baumscheer; Regie: Jörg Maurer), Leichenschmaus (1994, als Stasi; ein bayrisches Kriminalstück u. a. mit Andreas Giebel und Gabi Lodermeier), in dem Kabarett Erster Klasse nach Ludwig Thoma (1995; Regie: Jörg Maurer), in Misery (1996, als Annie Wilkes; Regie: Jörg Maurer) und in dem Solo-Stück Persephone von Jean-Paul Sartre/Simone de Beauvoir (1997; Regie: Jörg Maurer).
Es folgten Engagements bei den Murnauer Horváth-Tagen (1998; in Der jüngste Tag), beim Garmischer Theatersommer (1999 in Momo, 2000 in Der Zauberer von Oz; Regie jeweils Cordula Trantow) und beim Garmischer Kultursommer (2004; mit Der Leichenschmaus, Regie: Georg Büttel). 
Von 2000 bis 2011 gehörte Rappenglück zum festen Ensemble des Chiemgauer Volkstheaters. Sie spielte dort, unter der Regie von Bernd Helfrich, u. a. in den Stücken Der Sündenfall (2000–2002; als Bürgermeisterin), Der Saisongockl (2000–2002; als Urlauberin und Sommergast Hermine Vogelsang), Skandal in Pullding von Horst Jüssen (2004–2006; als Bürgermeisterfrau Hilde Kurz), Wärst du doch in Kentucky geblieben (2006–2008; als bayerische Bäuerin Anni Schinagl) und Das halbierte Zimmer (2008–2010; als Buchmacherin Frau Mayer).
Mehrfach wirkte sie auch in Theateraufzeichnungen des Komödienstadels des Bayerischen Rundfunks mit, so u. a. in Das Attenhammer Christkindl (2003, als Nonne Schwester Viviana, Regie: Werner Asam), Das Kuckuckskind (2005, als Haushälterin Jolanda, Regie: Werner Asam), Der Prämienstier (2005, als Magd Walli, Regie: Werner Asam), Die schöne Münchnerin (2008, als Köchin Fanny, Regie: Peter Weissflog) und Die Doktorfalle (2009, als Erbtante Leni Wickel, Regie: Steffi Kammermeier).  
Von 2009 bis 2011 war sie mit dem Kabarett „Springspiel Erster Klasse“ zusammen mit Hans Stadlbauer auf Tournee. 2014 war sie mit STEINERS THEATER – die bayerische Komödie mit dem Stück Das ist mein Bett! von Pierre Franckh auf Tournee. Sie verkörperte die neugierige Vermieterin Traudl Steininger, ihre Partner waren Hans Stadlbauer, Gerda Steiner und Ralph Schicha.

### Fernsehen und Film
Im Fernsehen war Rappenglück ab 2000 zunächst in Theateraufzeichnungen des Chiemgauer Volkstheaters und des Komödienstadels zu sehen. Sie spielte hauptsächlich in Produktionen des Bayerischen Rundfunks, jedoch auch in Fernsehserien des ZDF. Sie wirkte in zahlreichen Fernsehserien mit; sehr häufig wurde sie dabei in Serien mit süddeutschem, oberbayerischen oder österreichischem Hintergrund eingesetzt.
Durchgehende Serienrollen hatte sie als Oberschwester Berta in Sturm der Liebe (2007),  als Arzthelferin Franziska Sauer in Forsthaus Falkenau (2010–2013) und als Oberschwester und Pflegedienstleiterin Ursula Reisinger in Herzflimmern – Die Klinik am See (2011–2012). In der Kategorie „Beste Schauspielerin“ wurde sie für ihre Rolle in Herzflimmern – Die Klinik am See im Jahr 2012 für den German Soap Award nominiert.
Mehrfach war sie in Episodenrollen in der ZDF-Krimiserie Die Rosenheim-Cops zu sehen, so 2008 und 2009 zweimal als Rosl Grandauer, Verwaltungsangestellte der Rosenheimer Musikakademie, die in der Folge Der Tod auf dem All unter Mordverdacht gerät, und 2013 als Vorsitzende des Landfrauenverbandes und Tatverdächtige Theresa Kronseder. 
Außerdem hatte sie Episodenrollen in den Fernsehserien Der Bulle von Tölz (2008; als Blumenverkäuferin),  SOKO 5113 (2011; als Hausangestellte Maria Hufnagel), Heiter bis tödlich: Hubert und Staller (2012; als Martha Sommer, Mutter und Schwiegermutter des Ehepaars Sommer), Dahoam is Dahoam (2013; als Traudl Kürzinger, Jugendliebe von Pfarrer Kurz) und München 7 (2015; als Kleinkriminelle und Hehlerin Helga Huscher).
Sie spielte außerdem Nebenrollen in den Fernsehfilmen In einem anderen Leben (2005; als Kramerin) und Wir haben gar kein' Trauschein (2013; als Hausdame Roswitha Riesch). 2011 hatte sie mit dem Film  Resturlaub ihre erste Kinorolle.
In der ZDF-Fernsehreihe Lena Lorenz (2018) hatte sie eine Nebenrolle als Friseurmeisterin Margot Roth; sie spielte die Mutter des zu den durchgehenden Seriencharakteren gehörenden schwulen Gastwirts Franz Roth (Pablo Sprungala).

### Psychotherapie und Privates
Rappenglück absolvierte außerdem von 2007 bis 2011 eine 4-jährige Ausbildung zur systemischen Therapeutin am Aus- und Fortbildungsinstitut für systemische Therapie INSYS in Regensburg. 2011 erhielt sie die staatliche Zulassung zur Heilpraktikerin auf dem Gebiet der Psychotherapie. Seit 2011 ist sie Inhaberin einer eigenen Praxis für Psychotherapie und systemische Beratung in München.
Rappenglück ist seit Oktober 2012 mit dem Volksschauspieler Hans Stadlbauer verheiratet. Sie lebt in München. Der Schauspieler Peter Rappenglück ist ihr Bruder.

## Filmografie (Auswahl)
- 2000: Chiemgauer Volkstheater: Zimmer mit Frühstück (Theateraufzeichnung)
- 2003: Der Komödienstadel – Das Attenhammer Christkindl (Theateraufzeichnung, Bayerischer Rundfunk)
- 2005: In einem anderen Leben (Fernsehfilm)
- 2006: Der Komödienstadel – Der Prämienstier (Theateraufzeichnung, Bayerischer Rundfunk)
- 2007: Sturm der Liebe (Fernsehserie, 8 Folgen)
- 2007: Der Silvesterstar (Theateraufzeichnung, Chiemgauer Volkstheater)
- 2007–2011: SOKO München (Fernsehserie, 2 Folgen)
- 2008: Der Bulle von Tölz: Der Kartoffelkönig (Fernsehserie)
- 2008: Die Rosenheim-Cops (Fernsehserie, Folge: Der Tod mag Krimis)
- 2008: Der Komödienstadel – Die schöne Münchnerin (Theateraufzeichnung, Bayerischer Rundfunk)
- 2009: Die Rosenheim-Cops (Folge: Tod aus dem All)
- 2010: Der Komödienstadel – Die Doktorfalle (Theateraufzeichnung, Bayerischer Rundfunk)
- 2010–2013: Forsthaus Falkenau (Fernsehserie, 11 Folgen)
- 2011: Resturlaub (Kinofilm)
- 2011–2012: Herzflimmern – Die Klinik am See (Fernsehserie, 258 Folgen)
- 2012: Hubert ohne Staller (Fernsehserie, Folge: Tod im Schullandheim)
- 2013: München Mord – Wir sind die Neuen  (Fernsehserie)
- 2013: Wir haben gar kein’ Trauschein (Fernsehfilm)
- 2013: Dahoam is Dahoam (Fernsehserie, 2 Folgen)
- 2013: Die Rosenheim-Cops (Folge: Die letzte Beichte)
- 2015: München 7 (Fernsehserie, Folge: Muttertag)
- 2015: Einer für alle, alle im Eimer (Fernsehfilm)
- 2015: Der Alte (Fernsehserie, Folge: Die Gunst der Stunde)
- 2018: Lena Lorenz – Eindeutig uneindeutig (Fernsehreihe)
- 2018: Die Rosenheim-Cops (Folge: Die Verschwörung der Frauen)
- 2019: Die Rosenheim-Cops (Folge: Hochzeit in Gefahr)
- 2022: Watzmann ermittelt (Fernsehserie, Folge: Blattschuss)
- 2023: Toni, männlich, Hebamme – Mächtig schwanger (Fernsehreihe)